# Lijst van rijksmonumenten in Heeze-Leende
De gemeente Heeze-Leende telt 48 inschrijvingen in het rijksmonumentenregister. Hieronder een overzicht. 

## Heeze
De plaats Heeze telt 31 inschrijvingen in het rijksmonumentenregister. Zie Lijst van rijksmonumenten in Heeze voor een overzicht.

## Leende
De plaats Leende telt 9 inschrijvingen in het rijksmonumentenregister. Zie Lijst van rijksmonumenten in Leende voor een overzicht.

## Leenderstrijp
De plaats Leenderstrijp telt 7 inschrijvingen in het rijksmonumentenregister.
| Object                                                                              | Oorspronkelijke functie? | Bouwjaar     | Architect | Locatie           | Coördinaten?                  | Nr.?   | Afbeelding                         |
| ----------------------------------------------------------------------------------- | ------------------------ | ------------ | --------- | ----------------- | ----------------------------- | ------ | ---------------------------------- |
| Sint-Janskapel: eenvoudig kapelletje met zadeldak en topgevels, rechthoekig absisje | Kerk en kerkonderdeel    | 18e/19e eeuw |           | Heerstraat bij 4  | 51° 20' 5" NB, 5° 32' 1" OL   | 23990  | Meer afbeeldingen                  |
| Boerderij van het Noord-Brabantse langgeveltype                                     | Boerderij                |              |           | Strijperstraat 38 | 51° 20' 2" NB, 5° 32' 35" OL  | 23991  | Meer afbeeldingen                  |
| Boerderij van het Noord-Brabantse langgeveltype                                     | Boerderij                |              |           | Strijperstraat 44 | 51° 19' 58" NB, 5° 32' 30" OL | 23992  | Meer afbeeldingen                  |
| Boerderij van het Noord-Brabantse langgeveltype                                     | Boerderij                |              |           | Strijperstraat 42 | 51° 19' 58" NB, 5° 32' 31" OL | 23993  | Meer afbeeldingen                  |
| Boerderij van het Noord-Brabantse langgeveltype                                     | Boerderij                | 1818         |           | Riesten 2         | 51° 19' 55" NB, 5° 32' 25" OL | 23995  | Meer afbeeldingen                  |
| Boerderij van het Noord-Brabantse langgeveltype, versierd bovenlicht                | Boerderij                |              |           | Zaalstraat 1      | 51° 19' 56" NB, 5° 32' 26" OL | 23996  | Meer afbeeldingen                  |
| Langgevelboerderij annex brouwerij                                                  | Boerderij                | 18e-19e eeuw |           | Zaalstraat 6      | 51° 20' 0" NB, 5° 32' 28" OL  | 526397 | Langgevelboerderij annex brouwerij |

's-Hertogenbosch ·
Alphen-Chaam ·
Altena ·
Asten ·
Baarle-Nassau ·
Bergeijk ·
Bergen op Zoom ·
Bernheze ·
Best ·
Bladel ·
Boekel ·
Boxtel ·
Breda ·
Cranendonck ·
Deurne ·
Dongen ·
Drimmelen ·
Eersel ·
Eindhoven ·
Etten-Leur ·
Geertruidenberg ·
Geldrop-Mierlo ·
Gemert-Bakel ·
Gilze en Rijen ·
Goirle ·
Halderberge ·
Heeze-Leende ·
Helmond ·
Heusden ·
Hilvarenbeek ·
Laarbeek ·
Land van Cuijk ·
Loon op Zand ·
Maashorst ·
Meierijstad ·
Moerdijk ·
Nuenen, Gerwen en Nederwetten ·
Oirschot ·
Oisterwijk ·
Oosterhout ·
Oss ·
Reusel-De Mierden ·
Roosendaal ·
Rucphen ·
Sint-Michielsgestel ·
Someren ·
Son en Breugel ·
Steenbergen ·
Tilburg ·
Valkenswaard ·
Veldhoven ·
Vught ·
Waalre ·
Waalwijk ·
Woensdrecht ·
Zundert